# Indianola-Hurrikan (1886)
Der Indianola-Hurrikan aus dem Jahre 1886 zerstörte die Stadt Indianola in Texas (USA). Er war einer der schwersten Hurrikans, welcher die USA traf.

## Der Verlauf des Sturmes

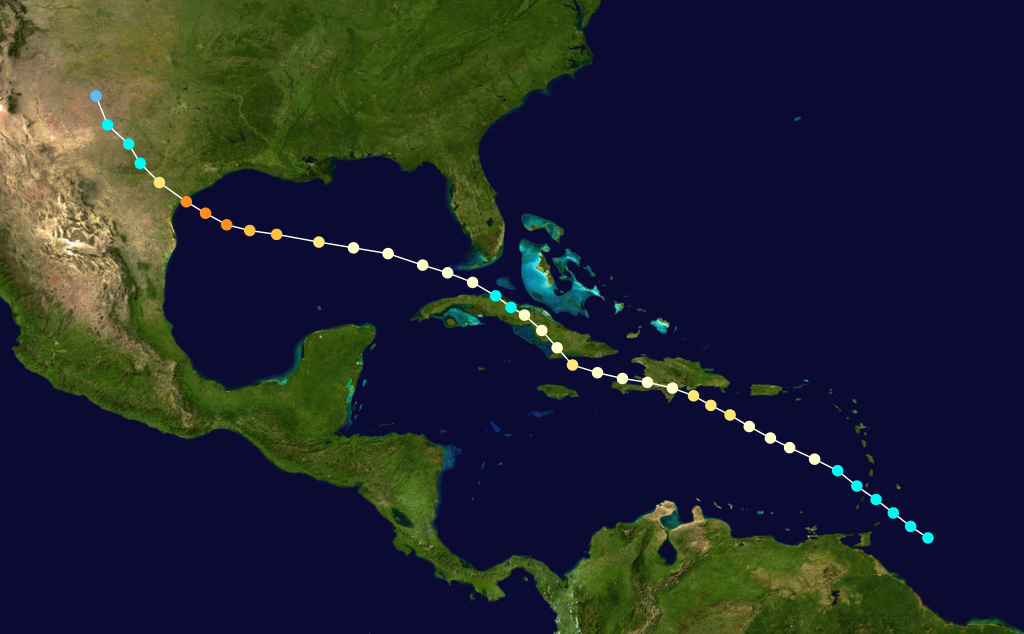
Verlauf des Hurrikans

Der Sturm wurde am 12. August südlich der Kleinen Antillen entdeckt. Der tropische Sturm bewegte sich in nordwestlicher Richtung durch die Inselgruppe und erreichte den Hurrikan-Status am 13. August. Zunächst traf er als ein Kategorie-2-Hurrikan auf die Dominikanische Republik und Kuba. Über Land schwächte sich dieser etwas ab.
Als der tropische Sturm am 18. August schließlich den Golf von Mexiko erreichte, begann er wieder zu erstarken und näherte sich nun der Küste von Texas. Innerhalb kurzer Zeit erreichte der Hurrikan eine Geschwindigkeit von 250 km/h und war somit der bis dahin stärkste jemals gemessene Hurrikan. Am 19. kamen in Indianola die ersten Windböen auf. Schließlich traf am 20. der nun als Kategorie 4 eingestufte Hurrikan auf die Stadt. Der Luftdruck, beim Auftreffen auf das Land, wurde auf etwa 925 mbar geschätzt, was "Indianola" zu dem fünftstärksten  Hurrikan machte der jemals die USA getroffenen hatte. Am 21. löste sich der Hurrikan schließlich über Texas auf.

## Die Folgen
| Rang                                        | Hurrikan     | Saison | Luftdruck (in mbar) |
| ------------------------------------------- | ------------ | ------ | ------------------- |
| 1                                           | Labor Day    | 1935   | 892                 |
| 2                                           | Camille      | 1969   | 900                 |
| 3                                           | Irma         | 2017   | 914                 |
| 4                                           | Katrina      | 2005   | 920                 |
| 5                                           | Andrew       | 1992   | 922                 |
| 6                                           | Indianola    | 1886   | 925                 |
| 7                                           | Florida Keys | 1919   | 927                 |
| 8                                           | Okeechobee   | 1928   | 929                 |
| 9                                           | Miami        | 1926   | 930                 |
| 10                                          | Donna        | 1960   | 932                 |
| Quelle: HURDAT, Hurricane Research Division |              |        |                     |

Die Stadt Indianola, welche noch im Begriff war sich von einem starken Hurrikan aus dem Jahre 1875 zu erholen, vermeldete 46 Tote (im Vergleich dazu: 400 Tote bei dem Sturm im Jahre 1875). Die verhältnismäßig geringe Anzahl der Opfer lag an der Tatsache, dass der Sturm am Tag die Stadt traf und somit die Einwohner davor noch Zeit hatten, Schutz zu suchen. Nach dem Sturm wurden die Einwohner weiter in das Inland umgesiedelt. Die Ruinen der Altstadt befinden sich heute in 5 Meter Tiefe in der Matagorda Bay. 
In Kuba brachte der Hurrikan weitere 28 Opfer, sodass die Zahl der Todesopfer auf mindestens 74 geschätzt wird.
Der Hurrikan beendete auch eine ernsthafte Dürre in Texas.
1. ↑  National Hurricane Center: Atlantic hurricane best track (Hurdat). Hurricane Research Division. Atlantic Oceanographic and Meteorological Laboratory. National Oceanic and Atmospheric Administrations Office of Oceanic & Atmospheric Research, April 2022, abgerufen am 22. Mai 2022 (englisch).
2. ↑  National Hurricane Center, Hurricane Research Division, Atlantic Oceanographic and Meteorological Laboratory: Continental United States Hurricanes (Detailed Description). In: aoml.noaa.gov. United States National Oceanic and Atmospheric Administration’s Office of Oceanic & Atmospheric Research, Februar 2015, abgerufen am 28. August 2016 (englisch).